# Политички систем Новог Зеланда
Нови Зеланд је уставна монархија и парламентарна демократија, иако нема кодификован устав. Краљ Чарлс III је краљ Новог Зеланда.
Краља у свакодневном животу представља генерални гувернер Новог Зеланда. Иако устав даје широка овлашћења генералном гувернеру, али су она ограничена сагласношћу кабинета министара.
Систем поделе власти на Новом Зеланду чине:
- Законодавна власт: Парламент Новог Зеланда, и чине га суверен (представља га генерални гувернер) и Представнички дом.

- Извршна власт: Извршно веће, на чијем се челу налази генерални гувернер, ког „саветују“ већници; у пракси, они који заправо саветују гувернера су премијер и државни министри. Осмишљен је по угледу на Тајни савет Уједињеног Краљевства и као противтежа касније укинутом горњем дому Парламента Законодавном савету.

- Судска власт: Врховни суд Новог Зеланда је највиши суд од 2004. пре чега је то био Судски комитет Државног савјета у Лондону. Испод њега су Апелациони суд, Високи суд, обласни судови и посебни Маорски суд и Вајтанги трибунал.

Готово сви избори од 1853. до 1996. одржани су по већинском систему (странка са већином гласова побеђује, није потребна апсолутна већина). Од 1930. политичком сценом доминирају две странке, Национална и Лабуристичка. Од 1996. у употреби је пропорционални изборни систем који се зове мешовито пропорционално представништво (енгл. Mixed-member proportional representation). По овом систему свако има два гласа, један за посланика за седамдесет изборних јединица (седам је резервисано за Маоре), а други за странку као листу. Преосталих 50 посланика се бира управо са листе, уз неопходност да странка освоји макар једну изборну јединицу да пређе цензус од пет процената као листа да би имала право да уђе у парламент. Између марта 2005. и 2006. Нови Зеланд је био једина држава на свету у којој су све највише функције (шефа државе, генералног гувернера, председника владе, председника парламента и председника врховног суда) истовремено држале жене.